# Groene kakelaar

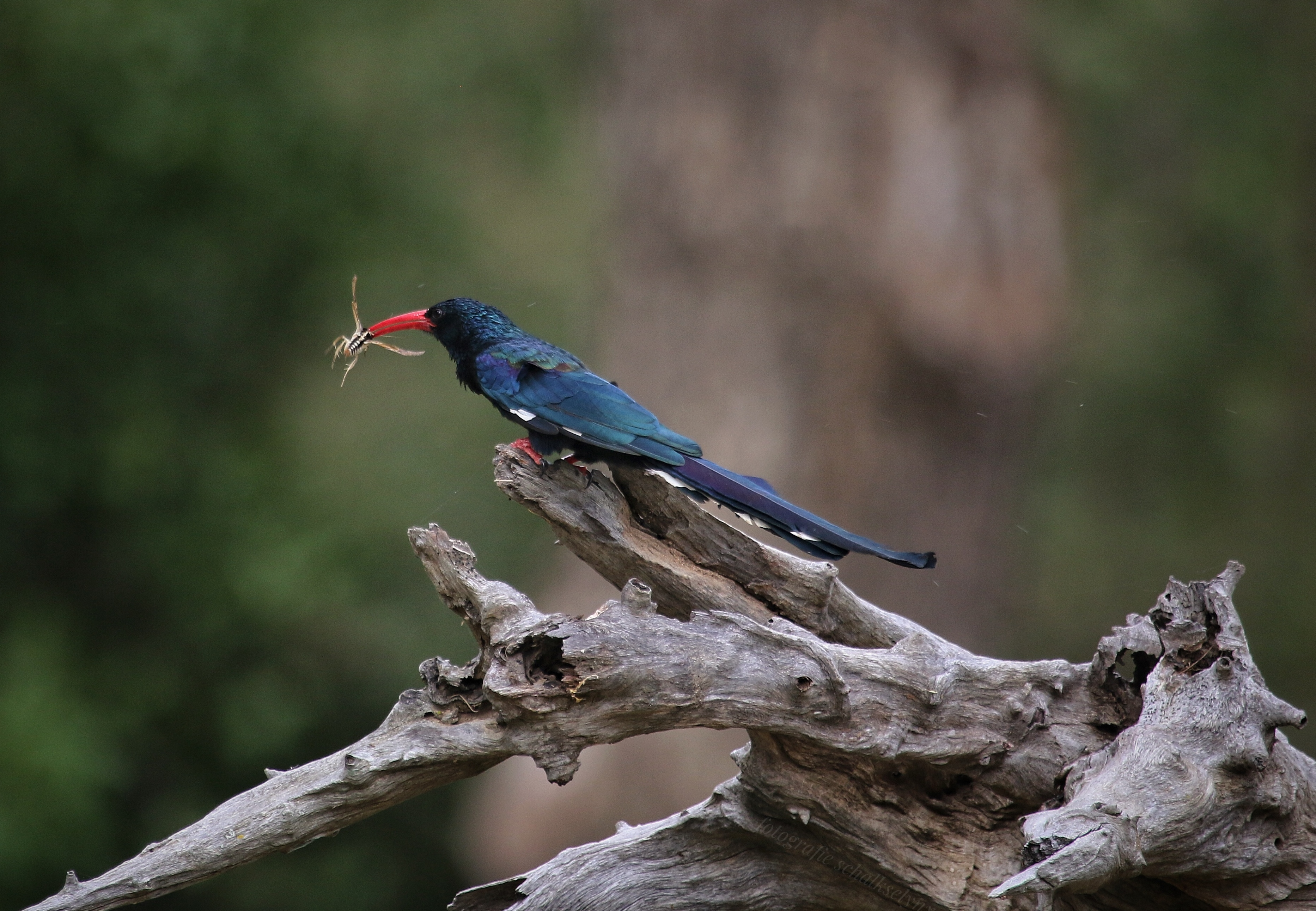
Foto genomen te Hoedspruit (Zuid-Afrika)

De groene kakelaar, ook wel roodsnavelhop of groene boomhop genoemd (Phoeniculus purpureus), is een vogel uit de familie boomhoppen (Phoeniculidae).

## Kenmerken
De vogel is 32 tot 40 cm lang, het mannetje is groter dan het vrouwtje, mannetjes wegen 54 tot 99 gram, vrouwtjes 52 tot 75 gram. Het verenkleed oogt zwart en is bij beide geslachten gelijk. De zwarte veren hebben een iriserende, groene tot donkerpaarse weerschijn, die onder invloed van de lichtinval in kleur en intensiteit varieert. Hij heeft witte markeringen op de vleugels en de buitenste staartpennen. De vogel heeft een lange staart en een dunne, omlaag gebogen snavel.

## Leefwijze
Zijn voedsel bestaat hoofdzakelijk uit insecten (termieten), maar ook krekels, sprinkhanen, larven, spinnen en kleine reptielen staan op het menu.

## Voortplanting
Deze vogels leven in de broedtijd, die het hele jaar door kan plaatsvinden, in groepen van ongeveer 10 vogels. Meestal is dit tijdens een vochtige periode vanwege het ruime voedselaanbod. Alleen het meest dominante koppel van zo’n groep broedt. De rest van de groep zorgt ervoor, dat het broedende vrouwtje aan voedsel geen tekort heeft en ze zullen dit later ook voor de jongen doen.
Het vrouwtje legt meestal 4 blauwachtige eieren, die ze zelf uitbroedt. Na 19 dagen komen de jongen uit. Tot die tijd verlaat ze haar nest niet, uitgezonderd om te ontlasten en de vleugels te strekken.
Dankzij veel eiwitrijk voedsel groeien de jongen voorspoedig en na 3 weken verlaten ze het nest.

## Verspreiding en leefgebied
Deze standvogel komt voor ten zuiden van de Sahara en telt zes ondersoorten:
- P. p. senegalensis: van zuidelijk Senegal tot zuidelijk Ghana.
- P. p. guineensis: van noordelijk Senegal en Gambia tot Tsjaad en de Centraal-Afrikaanse Republiek.
- P. p. niloticus: van Soedan tot westelijk Ethiopië en noordoostelijk Congo-Kinshasa.
- P. p. marwitzi: van oostelijk Oeganda en Kenia tot oostelijk Zuid-Afrika.
- P. p. angolensis: van Angola en westelijk Zambia tot noordoostelijk Namibië en noordelijk Botswana.
- P. p. purpureus: centraal en zuidwestelijk Zuid-Afrika.

## Status
De groene kakelaar heeft een groot, maar verbrokkeld verspreidingsgebied en daardoor alleen al is de kans op de status kwetsbaar (voor uitsterven) gering. De grootte van de populatie is niet gekwantificeerd. De vogel is plaatselijk algemeen, maar de aantallen lopen achteruit. Echter, het tempo van achteruitgang ligt onder de 30% in tien jaar (minder dan 3,5% per jaar). Om deze redenen staat deze boomhop als niet bedreigd op de Rode Lijst van de IUCN.